# پروانه (فیلم ۲۰۰۷)
«پروانه» (انگلیسی: The Butterfly (2007 film)) یک فیلم است که در سال ۲۰۰۷ منتشر شد.